# Кочиев, Станислав Яковлевич
Станисла́в Я́ковлевич Ко́чиев (осет.  Ко́шты Я́ковы фырт Станисла́в; род. 7 апреля 1954, Курта) — председатель Парламента Республики Южная Осетия, первый секретарь ЦК Коммунистической партии Южной Осетии (1993—2014).

## Биография
Родился 7 апреля 1954 года в селе Курта Цхинвальского района Юго-Осетинской автономной области.
В 1977 году окончил историко-иностранный факультет Юго-Осетинского Государственного педагогического института им. А. Тибилова.
С 1980 по 1988 год — заведующий орготделом Комитета народного контроля Юго-Осетинской автономной области.
С 1988 по 1991 год — инструктор, заведующий идеологическим отделом Юго-Осетинского обкома КПСС.
С 1990 по 1999 год возглавлял Министерство информации и печати Южной Осетии.
С марта 1993 года возглавляет Коммунистическую партию Республики Южная Осетия.
С 1999 по 2004 год — председатель Парламента Республики Южная Осетия III созыва.
В декабре 2001 года во втором туре президентских выборов Республики Южная Осетия, набрав 40 % голосов, проиграл другому оппозиционному кандидату Эдуарду Кокойты.
19 июня 2009 года вновь избран председателем Парламента Республики Южная Осетия V созыва.
Сентябрь 2014 года в результате сговора части приближённых партийных функционеров (И.Уригаев, В.Казиев, у. Габиева, А.Тасоева) был смещён с поста первого секретаря ЦК.

## Награды
- Орден Почёта (Южная Осетия)
- Орден Дружбы (Южная Осетия) (2012)[5]
- Орден Дружбы (ПМР)[6]
- Награды РСО-Алания и других субъектов Российской Федерации
- Награды Абхазии, Нагорного Карабаха и Приднестровья